# Trichiorhyssemus occidentalis
Trichiorhyssemus occidentalis är en skalbaggsart som beskrevs av S. Endrödi 1976. Trichiorhyssemus occidentalis ingår i släktet Trichiorhyssemus och familjen Aphodiidae. Inga underarter finns listade i Catalogue of Life.